# Ta'Quan Zimmerman
Ta'Quan Zimmerman (Waterbury, 2 dicembre 1991) è un ex cestista statunitense.

## Carriera
Zimmerman nasce a Waterbury, nel Connecticut.
La sua carriera nel mondo della pallacanestro comincia all'Holy Cross High School, dove si rende subito protagonista di grandi prestazioni. La sua carriera collegiale si sposta al Southeastern Community College nell'Iowa. Dopo una breve parentesi è costretto a saltare gran parte della stagione per un infortunio alle ginocchia.
Passa un anno al Monroe Community College, prima di trasferirsi in Canada alla Thompson Rivers University. Chiude la stagione con quasi 20 punti di media e si dichiara eleggibile per il Draft NBA 2014, dove però non viene scelto.
La sua carriera da pro inizia in NBA Development League, dove con gli Idaho Stampede gioca 41 gare il primo anno. Viene riacquisito dagli Stampede stessi nel 2015, ma dopo 6 gare decide di lasciare la squadra.

## Palmarès
- NBL Canada Sixth Man of the Year (2018)